# Autódromo Internacional de Guaporé
O Autódromo Internacional Dr. Nelson Luiz Barro de Guaporé é um autódromo localizado na cidade de Guaporé, no interior do estado do Rio Grande do Sul, sendo um dos mais antigos do estado. É palco de competições automobilísticas como a Fórmula Truck e várias etapas do Campeonato Serrano de Arrancada atraindo públicos de até 60 mil pessoas.

## História
A história do Autódromo de Guaporé começa com a vinda para o município do médico caxiense Nelson Luiz Barro cuja carreira fez com que este se mudasse para o município de Dois Lajeados e, em 1967, para Guaporé. Em seu tempo livre, Barro competia com um Simca, nº 34, que o fez Campeão Estadual no ano de 1970.

### Fundação da AGA e primeira pista
Barro conseguiu contagiar vários jovens guaporenses com seu entusiasmo pelo automobilismo e, em 1º de setembro de 1969, estes fundaram a AGA - Associação Guaporense de Automobilismo, ente que até hoje mantem o autódromo. O grupo recém formado, ao buscar áreas com potencial para criação de uma pista para a prática do automobilismo, deparou-se com a então-aeródromo de Guaporé, interditado pelo Departamento de Aviação Civil. Com o apoio do prefeito Otolip Dalbosco o grupo construiu uma pista em volta das duas pistas de pouso do aeródromo que eram perpendiculares entre sí, acarretando na forma de "T" da pista que se mantém até hoje.
A primeira pista, de chão batido impregnado de óleo foi concluído em apenas 3 anos e, em 21 de dezembro de 1969, a pista foi inaugurada com uma prova envolvendo 72 carros de diversas equipes do estado, sob supervisão e aprovação da Federão Gaúcha de Automobilismo. O sucesso do evento trouxe grande atenção ao trabalho da AGA, abrindo as portas para o futuro desenvolvimento do autódromo.

### Pista asfaltada e crescimento
Com o sucesso veio a nova meta de dar forma definitiva ao autódromo através do asfaltamento da pista, construção de boxes, acessos e toda a infraestrutura necessária para a devida realização de provas. Os membros da AGA conseguiram apoio não só com a Prefeitura de Guaporé e os governos Federal e Estadual, mas também com os municípios vizinhos de Serafina Corrêa, Veranópolis, Nova Prata, Encantado, Anta Gorda e Bento Gonçalves, além de empresas como Barcelos S.A., Braseu S.A. e Toniolo Busnello S.A. e até do 1º Batalhão Ferroviário.
Após muito trabalho, em 17 de outubro de 1976, foi inaugurado oficialmente o Autódromo Municipal de Guaporé, com sua nova pista em asfalto. Na ocasião foi realizada a 5ª Etapa do Campeonato Brasileiro de Fórmula Ford. O autódromo ganhou o título de internacional em 17 de novembro de 1985 com a realização da 10ª Etapa do Campeonato Sul Americano de Fórmula 3.

### Novos desafios
Em anos recentes, o principal evento realizado no Autódromo de Guaporé é a etapa anual de Fórmula Truck que atrai grandes públicos de todo o país. Apesar de ser o principal responsável por manter o autódromo, a Fórmula Truck, atrelada à falta de manutenção, acarretou na degradação da camada asfáltica que comprometeu as condições de segurança da pista, impedindo a continuada realização de categorias como a Stock Car Brasil. Até mesmo as competições de arrancada, que atraiam um público cada vez maior na primeira metade dos anos 2010, foram comprometidas por irregularidades na área de saída dos boxes da reta principal e tiveram de começar a ser realizadas em Oitavo de Milha, ao invés do tradicional Quarto de Milha.
Em 2010, após uma primeira etapa de reformas, a AGA e a prefeitura de Guaporé fizeram uma homenagem a dois grandes colaboradores do Autódromo de Guaporé: Vitacir Paludo, ex-vice-presidente da Paludo Participações e grande apoiador do automobilismo no Rio Grande do Sul e em Guaporé, falecido em 2007 vítima do Voo TAM 3054, foi honrado com o batismo da pista do autódromo como Circuito Vitacir Paludo. Aurélio Batista Félix, idealizador e organizador da Fórmula Truck, falecido em 2008 de problemas cardíacos , também foi homenageado por meio da Torre de Cronometragem Aurélio Batista Félix. O responsável pela criação do Autódromo de Guaporé, Dr. Nelson Barro, já tinha sido homenageado anos antes como a renomeação do autódromo como Autódromo Internacional de Guaporé Dr. Nelson Luiz Barro.
No final de 2010, após um longo processo de busca de recursos, a AGA finalmente conseguiu realizar o tão sonhado recapamento da camada asfáltica, revitalizando o autódromo e permitindo o eventual retorno de grandes categorias. A associação ainda tem pela frente o grande desafio de realizar a reforma da área dos boxes, melhoramento das condições de segurança da pista e infraestrutura para visitantes. A falta dessas obras, o crescente números de novas pistas no estado, como o Velopark, e a falta de capacidade da rede hoteleira de Guaporé dificultam o trabalho da equipe da AGA em conseguir trazer novas provas para o município.

## Estrutura
O Circuito Vitacir Paludo conta com uma estrutura auxiliar que inclui 40 boxes, com área de descarga de caminhões próxima, posto de abastecimento, borracharia e área de camarotes sobre os boxes. A torre de cronometragem dispõe também de sala de imprensa, credenciamento, secretaria e sala de comissários, com tamanho suficiente para atender categorias médias do automobilismo nacional. Há ainda dois restaurantes e dois andares de banheiros que servem tanto às equipes quanto aos visitantes da área VIP.
O posto médico localiza-se em um prédio a parte, próximo à saída dos boxes e conta com um terraço que permite ampla visão da pista. O equipamento permanente do posto é mínimo e limitado, porém todas as provas são realizadas com a presença de UTIs móveis. O acesso à parte interna da pista se dá através de um túnel que cruza a pista na reta que leva à curva do túnel, logo o nome da mesma. Em caso de necessidade de acesso de veículos de grande comprimento ou altura, essa deve dar-se cruzando a reta principal.
A pista em sí é caracterizada pela grande inclinação das curvas, muitas das quais passam dos 10°. A reta principal tem cerca de 800 m de comprimento e 17 m de largura. Essas características tornam a pista extremamente rápida e agravam ainda mais a situação de segurança da pista, deficiente em muitos pontos devido à falta de áreas de escape e insuficiência das barreiras de contenção. A meta da AGA é de lidar com essas limitações nas próximas fases da reforma do autódromo, agora que o recapeamento está concluído, consultando especialistas para analisar soluções que se adaptem ao espaço físico disponível e altas solicitações impostas pelas frequentes corridas de caminhões.
A área para público mais comum é o morro que ladeia a Curva do Radiador, onde muitos acampam durante os dias de prova e assistem a elas fazendo pleno proveito das churrasqueiras presentes na área a das facilidades da Cabana do Radiador, como é conhecido o restaurante estabelecido no topo do morro. Em provas de grande volume de visitantes, arquibancadas móveis costumam ser montadas na área de sócios da AGA, na parte externa da curva 2. Também é comum a montagem de arquibancadas no lado externo da reta principal, em área pertencente ao Kartódromo de Guaporé. Ambos os pontos proporcionam uma visão privilegiada da pista.
As instalações do Autódromo Nelson Luiz Barro ainda abrigam uma série de atrações para sócios da AGA, como piscinas, quiosques, um lago artificial, um mini-zoológico e até uma pequena capela.